# Ahmad Djan
Ahmad Djan (ur. 10 lutego 1948 w Kabulu) – afgański zapaśnik walczący w stylu wolnym. Dwukrotny olimpijczyk. Zajął piętnaste miejsce w Meksyku 1968, w wadze do 57 kg, a także w Monachium 1972, w kategorii do 62 kg.

## Letnie Igrzyska Olimpijskie 1968
| Konkurencja      | Rundy eliminacyjne         | Rundy eliminacyjne      | Klas. końcowa |
| Konkurencja      | Przeciwnik I               | Przeciwnik II           | Miejsce       |
| ---------------- | -------------------------- | ----------------------- | ------------- |
| 57 kg styl wolny | Badzryn Süchbaatar (MGL) P | Abutaleb Talebi (IRI) P | 15.           |

## Letnie Igrzyska Olimpijskie 1972
| Konkurencja      | Rundy eliminacyjne  | Rundy eliminacyjne   | Rundy eliminacyjne           | Klas. końcowa |
| Konkurencja      | Przeciwnik I        | Przeciwnik II        | Przeciwnik III               | Miejsce       |
| ---------------- | ------------------- | -------------------- | ---------------------------- | ------------- |
| 62 kg styl wolny | Kiyoshi Abe (JPN) P | Jakob Tanner (SUI) Z | Gerhard Weisenberger (FRG) P | 15.           |